# Put It in a Love Song
Put It in a Love Song is een nummer van de Amerikaanse zangeres Alicia Keys in samenwerking met Beyoncé. Het nummer zou de derde single voor het album The Element of Freedom moeten gaan worden, maar werd uitgesteld tot het nummer Un-Thinkable (I'm Ready) was uitgekomen. Put It in a Love Song kwam in de zomer van 2010 uit.
De videoclip werd opgenomen op 9 februari 2010 in Rio de Janeiro tijdens het Braziliaanse carnaval.